# بوينغ طراز 203
طائرة بوينغ طراز 203  هي طائرة بثلاث مقاعد بجتاحين مسطحين للتريب بنتها شركة بوينغ في أواخر 1920s و المستخدمة في مدرسة التدريب الشركة.

## المشغلون
- مدرسة بوينغ للطيران
- الخطوط الجوية المتحدة

## المواصفات (203)
مصدر البيانات: Bowers, 1989, pg. 150
الخصائص العامة
- طاقم العمل: 1
- السعة: 3
- الطول: 24 قدم 4 إنش ( م)
- طول الجناح: 34 قدم  إنش ( م)
- الوزن الفارغ: 1,896 رطل ( كجم)
- الوزن الإجمالي: 2,625 رطل ( كجم)
- المحرك: 1 × 7-cylinder Axelson radial engine, 165 حصان ( كيلو وات) لكل

الأداء
- السرعة القصوى: 108 ميل/ساعة ( كم/س)
- سرعة الأنطلاق: 92 ميل/ساعة ( كم/س)
- المدى: 400 ميل ( كم)